# Minardi M192

La Minardi M192 è un'automobile monoposto sportiva di Formula 1 progettata dagli ingegneri Aldo Costa e Rene Hilhorst per il team Minardi con lo scopo di partecipare alla stagione di Formula 1 1992.

## Risultati
| Anno | Team    | Motore           | Gomme | Piloti     |  |  |  |  |     |     |    |    |    |     |    |    |     |    |    |    | Punti | Pos. |
| ---- | ------- | ---------------- | ----- | ---------- |  |  |  |  | --- | --- | -- | -- | -- | --- | -- | -- | --- | -- | -- | -- | ----- | ---- |
| 1992 | Minardi | Lamborghini 3512 | G     | Fittipaldi |  |  |  |  | Rit | 8   | 13 | NQ |    |     |    | NQ | NQ  | 12 | 6  | 9  | 1     | 13º  |
| 1992 | Minardi | Lamborghini 3512 | G     | Morbidelli |  |  |  |  | Rit | Rit | 11 | 8  | 17 | 12  | NQ | 16 | Rit | 14 | 14 | 10 | 1     | 13º  |
| 1992 | Minardi | Lamborghini 3512 | G     | Zanardi    |  |  |  |  |     |     |    |    | NQ | Rit | NQ |    |     |    |    |    | 1     | 13º  |